# Guldhedens IK
Guldhedens IK är en idrottsklubb från stadsdelen Guldheden i Göteborg. Den består av en fotbolls-, en innebandy- och en danssektion. Tidigare har de även haft en handbollssektion. Guldhedens IK har sitt klubbhus mellan Guldhedsskolan och skolan ISGR. Fotbollens damlag spelar 2017 i division 2 och herrlaget i division 4. Innebandyns damlag spelar 2017 i division 1 och herrlaget i division 2.

## Fotboll

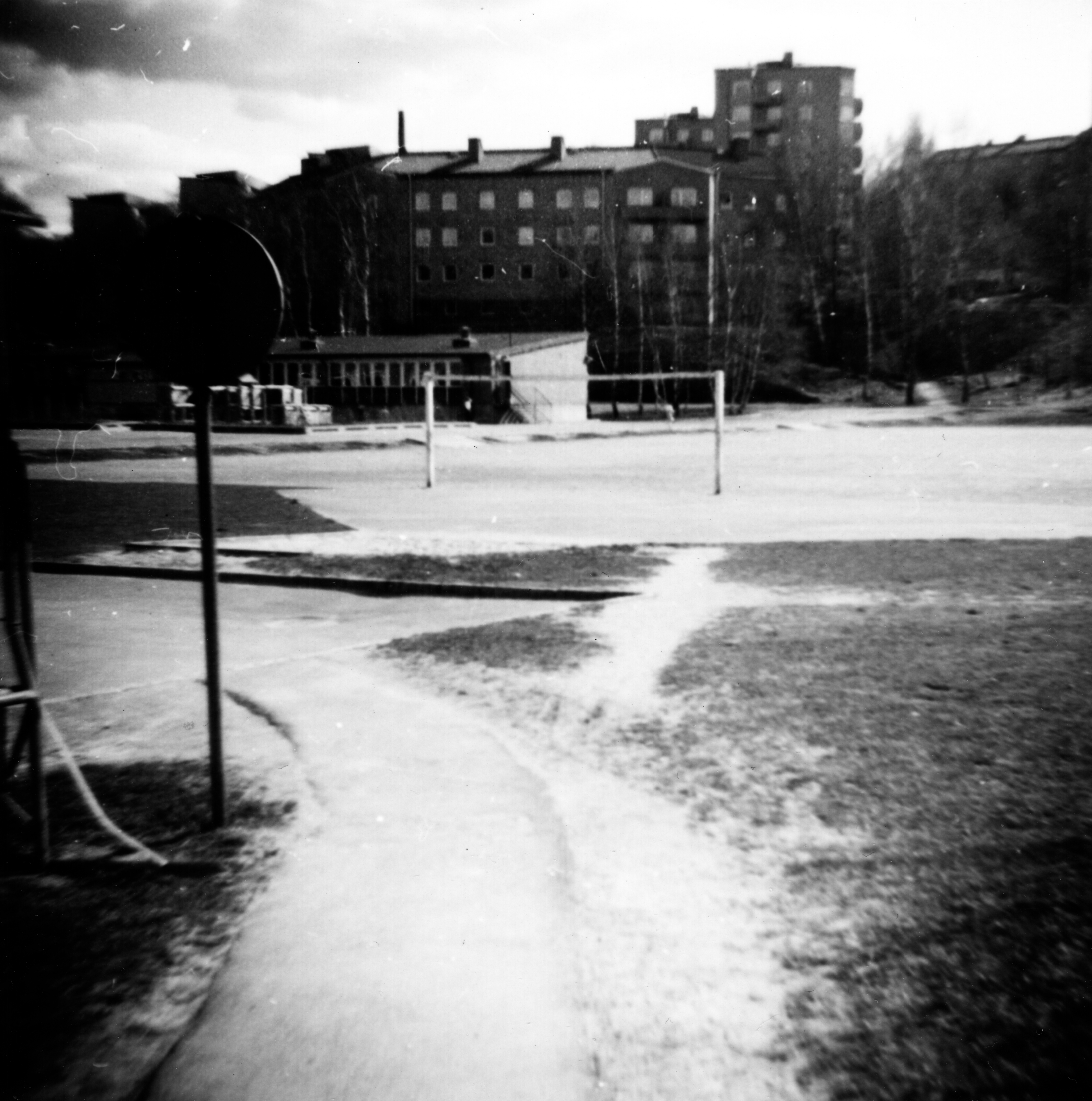
Guldhedens Södra med Guldhedsskolan i bakgrunden

Guldhedens IK:s A-lag, B-lag och C-lag tränar oftast på fotbollsplanen Guldheden södra. Ungdomssektionen tränar vid Guldhedsskolan. Seniorlagen spelar sina hemmamatcher på Mossens IP. Klubben arrangerade Anders Svenssons sommarproffsskola för första gången år 2007.

### Kända spelare
Inom fotboll var den första allsvenska fotbollsspelaren som fostrades i klubben var Lennart "Lellen" Johansson. Lellen spelade i Örgryte IS 1968–1972. Totalt spelade han 50 matcher i allsvenskan och gjorde 13 mål. Den största stjärnan som spelat i klubben är Anders Svensson, som under lång tid spelade för Elfsborg i allsvenskan och har spelat flest landskamper för Sveriges herrlandslag genom tiderna. Även författaren Marcus Birro och Jens Cajuste har representerat föreningen.